# Liste des distinctions de Blackpink
Cet article est la liste des récompenses et des nominations du girl group sud-coréen Blackpink, sous le label de la YG Entertainment. Le groupe se compose de quatre membres : Jisoo, Jennie, Lisa et Rosé.

## Coréennes

### Asia Artist Awards
| #   | Année | Travail nommé | Prix                          | Résultat   | Réf.  |
| --- | ----- | ------------- | ----------------------------- | ---------- | ----- |
| 1er | 2016  | Blackpink     | Most Popular Artists (Singer) | Nomination | [ 1 ] |
| 1er | 2016  | Blackpink     | Rookie Award                  | Lauréat    | [ 1 ] |
| 2e  | 2017  | Blackpink     | Most Popular Artists (Singer) | Nomination |       |
| 3e  | 2018  | Blackpink     | Most Popular Artists (Singer) | Nomination |       |

### Gaon Chart Music Awards
| #  | Année | Travail nommé     | Prix                        | Résultat   | Réf.  |
| -- | ----- | ----------------- | --------------------------- | ---------- | ----- |
| 6e | 2017  | Blackpink         | Rookie of the Year          | Lauréat    | [ 2 ] |
| 6e | 2017  | Whistle           | Song of the Year – August   | Lauréat    | [ 2 ] |
| 6e | 2017  | Playing with Fire | Song of the Year – November | Lauréat    | [ 2 ] |
| 7e | 2018  | Blackpink         | World Rookie Award          | Lauréat    | [ 3 ] |
| 8e | 2019  | Forever Young     | Song of the Year – June     | Nomination |       |
| 8e | 2019  | Ddu-Du Ddu-Du     | Song of the Year – June     | Lauréat    |       |

### Golden Disc Awards
| #   | Année | Travail nommé        | Prix                            | Résultat   | Réf.  |
| --- | ----- | -------------------- | ------------------------------- | ---------- | ----- |
| 31e | 2017  | Blackpink            | New Artist of the Year          | Lauréat    | [ 4 ] |
| 31e | 2017  | Blackpink            | Popularity Award                | Nomination | [ 4 ] |
| 31e | 2017  | Blackpink            | Asian Choice Popularity Award   | Nomination | [ 4 ] |
| 31e | 2017  | Whistle              | Digital Bonsang                 | Nomination | [ 4 ] |
| 32e | 2018  | As If It's Your Last | Digital Daesang                 | Nomination | [ 5 ] |
| 32e | 2018  | As If It's Your Last | Digital Bonsang                 | Lauréat    | [ 5 ] |
| 32e | 2018  | Blackpink            | Genie Popularity Award          | Nomination | [ 5 ] |
| 32e | 2018  | Blackpink            | Global Popularity Award         | Nomination | [ 5 ] |
| 33e | 2019  | Ddu-Du Ddu-Du        | Digital Daesang                 | Nomination |       |
| 33e | 2019  | Ddu-Du Ddu-Du        | Digital Bonsang                 | Lauréat    |       |
| 33e | 2019  | Blackpink            | Cosmopolitan Artist Award       | Lauréat    |       |
| 33e | 2019  | Blackpink            | Popularity Award                | Nomination |       |
| 33e | 2019  | Blackpink            | NetEase Most Popular K-pop Star | Nomination |       |

### Korea Popular Music Awards
| #   | Année | Travail nommé | Prix                   | Résultat   | Réf. |
| --- | ----- | ------------- | ---------------------- | ---------- | ---- |
| 1er | 2018  | Blackpink     | Artist of the Year     | Nomination |      |
| 1er | 2018  | Blackpink     | Popularity Award       | Nomination |      |
| 1er | 2018  | Ddu-Du Ddu-Du | Song of the Year       | Nomination |      |
| 1er | 2018  | Ddu-Du Ddu-Du | Best Group Dance Track | Nomination |      |

### MBC Plus X Genie Music Awards
| #   | Année | Travail nommé | Prix                         | Résultat   | Réf. |
| --- | ----- | ------------- | ---------------------------- | ---------- | ---- |
| 1er | 2018  | Blackpink     | Artist of the Year           | Nomination | ,    |
| 1er | 2018  | Ddu-Du Ddu-Du | Song of the Year             | Nomination | ,    |
| 1er | 2018  | Blackpink     | Female Group Award           | Nomination | ,    |
| 1er | 2018  | Ddu-Du Ddu-Du | Dance Track (Female)         | Nomination | ,    |
| 1er | 2018  | Blackpink     | Genie Music Popularity Award | Nomination | ,    |

### Melon Music Awards
| #   | Année | Travail nommé        | Prix                 | Résultat   | Réf.  |
| --- | ----- | -------------------- | -------------------- | ---------- | ----- |
| 8e  | 2016  | Blackpink            | Top 10 Artists       | Nomination | [ 8 ] |
| 8e  | 2016  | Blackpink            | Best New Artist      | Lauréat    | [ 8 ] |
| 9e  | 2017  | Blackpink            | Top 10 Artists       | Nomination |       |
| 9e  | 2017  | Blackpink            | Kakao Hot Star Award | Nomination |       |
| 9e  | 2017  | As If It's Your Last | Best Female Dance    | Nomination |       |
| 9e  | 2017  | As If It's Your Last | Song of the Year     | Nomination |       |
| 10e | 2018  | Square Up            | Album of the Year    | Nomination | [ 9 ] |
| 10e | 2018  | Blackpink            | Artist of the Year   | Nomination | [ 9 ] |
| 10e | 2018  | Blackpink            | Top 10 Artists       | Lauréat    | [ 9 ] |
| 10e | 2018  | Blackpink            | Kakao Hot Star Award | Nomination | [ 9 ] |
| 10e | 2018  | Ddu-Du Ddu-Du        | Best Female Dance    | Lauréat    | [ 9 ] |
| 10e | 2018  | Ddu-Du Ddu-Du        | Song of the Year     | Nomination | [ 9 ] |

#### Melon Popularity Award
| Année | Travail nommé | Date       | Réf.   |
| ----- | ------------- | ---------- | ------ |
| 2016  | Whistle       | 22 août    | [ 10 ] |
| 2018  | Ddu-Du Ddu-Du | 2 juillet  | [ 11 ] |
| 2018  | Ddu-Du Ddu-Du | 9 juillet  | [ 11 ] |
| 2018  | Ddu-Du Ddu-Du | 16 juillet | [ 11 ] |

### Mnet Asian Music Awards
| #   | Année | Travail nommé                 | Prix                                  | Résultat   | Réf.   |
| --- | ----- | ----------------------------- | ------------------------------------- | ---------- | ------ |
| 18e | 2016  | Blackpink                     | Best New Artist (Female Group)        | Nomination | [ 12 ] |
| 18e | 2016  | Blackpink                     | Artist of the Year                    | Nomination | [ 12 ] |
| 18e | 2016  | Blackpink                     | Best of Next Artist Award (Female)    | Lauréat    | [ 12 ] |
| 18e | 2016  | Blackpink                     | iQiYi Worldwide Favorite Artist       | Nomination | [ 12 ] |
| 18e | 2016  | Whistle                       | Best Music Video                      | Lauréat    | [ 12 ] |
| 19e | 2017  | Blackpink                     | Qoo10 2017 Favorite KPOP Star         | Nomination | [ 13 ] |
| 19e | 2017  | Blackpink                     | Best Female Group                     | Nomination | [ 13 ] |
| 19e | 2017  | Blackpink                     | Artist of the Year                    | Nomination | [ 13 ] |
| 20e | 2018  | Ddu-Du Ddu-Du                 | Song of the Year                      | Nomination |        |
| 20e | 2018  | Ddu-Du Ddu-Du                 | Best Music Video                      | Nomination |        |
| 20e | 2018  | Ddu-Du Ddu-Du                 | Best Dance Performance – Female Group | Nomination |        |
| 20e | 2018  | Blackpink                     | Best Female Group                     | Nomination |        |
| 20e | 2018  | Blackpink                     | Artist of the Year                    | Nomination |        |
| 20e | 2018  | Blackpink                     | Worldwide Icon of the Year            | Nomination |        |
| 20e | 2018  | Blackpink                     | Worldwide Fans' Choice Top 10         | Lauréat    |        |
| 20e | 2018  | Blackpink                     | Favorite Dance Artist (Female)        | Nomination |        |
| 20e | 2019  | Kill This Love                | Song of the Year                      | Nomination |        |
| 20e | 2019  | Kill This Love                | Best Dance Performance – Female Group | Nomination |        |
| 20e | 2019  | Kill This Love                | Album of the Year                     | Nomination |        |
| 20e | 2019  | Artist of the Year            | Nomination                            |            |        |
| 20e | 2019  | Worldwide Icon of the Year    | Nomination                            |            |        |
| 20e | 2019  | Worldwide Fans' Choice Top 10 | Lauréat                               |            |        |
| 20e | 2019  | Best Female Group             | Nomination                            |            |        |

### Seoul Music Awards
| #   | Année | Travail nommé | Prix                   | Résultat   | Réf.   |
| --- | ----- | ------------- | ---------------------- | ---------- | ------ |
| 26e | 2017  | Blackpink     | Bonsang Award          | Nomination |        |
| 26e | 2017  | Blackpink     | Popularity Award       | Nomination |        |
| 26e | 2017  | Blackpink     | Hallyu Special Award   | Nomination |        |
| 26e | 2017  | Blackpink     | New Artist of the Year | Lauréat    | [ 14 ] |
| 27e | 2018  | Blackpink     | Daesang Award          | Nomination |        |
| 27e | 2018  | Blackpink     | Bonsang Award          | Lauréat    | [ 15 ] |
| 27e | 2018  | Blackpink     | Popularity Award       | Nomination |        |
| 27e | 2018  | Blackpink     | Hallyu Special Award   | Nomination |        |
| 28e | 2019  | Blackpink     | Bonsang Award          | Nomination | [ 16 ] |
| 28e | 2019  | Blackpink     | Popularity Award       | Nomination | [ 16 ] |
| 28e | 2019  | Blackpink     | Hallyu Special Award   | Nomination | [ 16 ] |

### Soribada Best K-Music Awards
| #   | Année | Travail nommé | Prix                      | Résultat   | Réf. |
| --- | ----- | ------------- | ------------------------- | ---------- | ---- |
| 1er | 2017  | Blackpink     | Bonsang Award             | Nomination |      |
| 1er | 2017  | Blackpink     | Popularity Award          | Nomination |      |
| 2e  | 2018  | Blackpink     | Bonsang Award             | Nomination |      |
| 2e  | 2018  | Blackpink     | Popularity Award (Female) | Nomination |      |
| 2e  | 2018  | Blackpink     | Global Fandom Award       | Nomination |      |

## Internationales

### BreakTudo Awards
| #  | Année | Travail nommé | Prix                 | Résultat   | Réf.   |
| -- | ----- | ------------- | -------------------- | ---------- | ------ |
| 3e | 2018  | Blackpink     | K-pop Female Group   | Nomination | [ 17 ] |
| 3e | 2018  | Blackpink     | Favorite K-Pop Group | Nomination | [ 17 ] |
| 3e | 2018  | Ddu-Du Ddu-Du | Video of the Year    | Nomination | [ 17 ] |

### Japan Gold Disc Award
| #   | Année | Travail nommé | Prix                      | Résultat | Réf.   |
| --- | ----- | ------------- | ------------------------- | -------- | ------ |
| 32e | 2018  | Blackpink     | Best 3 New Artists (Asia) | Lauréat  | [ 18 ] |

### MTV Video Music Awards Japan
| #   | Année | Travail nommé | Prix                           | Résultat | Réf.   |
| --- | ----- | ------------- | ------------------------------ | -------- | ------ |
| 17e | 2018  | Ddu-Du Ddu-Du | Best Dance Video               | Lauréat  | [ 19 ] |
|     | 2022  | Pink Venom    | Best international group video | Lauréat  |        |

### Nickelodeon Brazil Kids' Choice Awards
| #   | Année | Travail nommé | Prix                          | Résultat   | Réf.   |
| --- | ----- | ------------- | ----------------------------- | ---------- | ------ |
| 19e | 2018  | Blackpink     | Favorite International Artist | Nomination | [ 20 ] |
| 19e | 2018  | Blackpink     | Best Fandom                   | Nomination | [ 20 ] |

### NRJ Music Awards
| #   | Année | Travail nommé | Prix                                  | Résultat   | Réf. |
| --- | ----- | ------------- | ------------------------------------- | ---------- | ---- |
| 24e | 2022  | Blackpink     | Groupe / Duo international de l'année | Nomination |      |

### Teen Choice Awards
| #   | Année | Travail nommé | Prix                        | Résultat   | Réf.   |
| --- | ----- | ------------- | --------------------------- | ---------- | ------ |
| 20e | 2018  | Blackpink     | Choice International Artist | Nomination | [ 21 ] |
| 20e | 2018  | Blackpink     | Choice Next Big Thing       | Nomination | [ 21 ] |
| 20e | 2018  | Blackpink     | Choice Fandom               | Nomination | [ 21 ] |

### MTV Video Music Awards
| #   | Année | Travail nommé | Prix               | Résultat | Réf. |
| --- | ----- | ------------- | ------------------ | -------- | ---- |
| 20e | 2020  | Blackpink     | Song of the Summer | Lauréat  |      |

## Autres prix
| Année | Prix                           | Catégorie                          | Travail nommé | Résultat   | Réf.   |
| ----- | ------------------------------ | ---------------------------------- | ------------- | ---------- | ------ |
| 2017  | V Live Awards                  | Global Rookie Top 5                | Blackpink     | Lauréat    | [ 22 ] |
| 2017  | Busan One Asia Festival Awards | Style Icon Award                   | Blackpink     | Lauréat    | [ 23 ] |
| 2018  | V Live Awards                  | Global Artist Top 10               | Blackpink     | Lauréat    | [ 24 ] |
| 2019  | V Live Awards                  | Artist Top 10                      | Blackpink     | Lauréat    | [ 25 ] |
| 2019  | V Live Awards                  | Best Channel – 3 million followers | Blackpink     | Nomination | [ 26 ] |

## Emissions musicales

### Inkigayo
| Année | Date         | Chanson              |
| ----- | ------------ | -------------------- |
| 2016  | 21 août      | Whistle,             |
| 2016  | 11 septembre | Whistle,             |
| 2016  | 27 novembre  | Playing with Fire,   |
| 2016  | 4 décembre   | Playing with Fire,   |
| 2017  | 2 juillet    | As If It's Your Last |
| 2017  | 9 juillet    | As If It's Your Last |
| 2017  | 16 juillet   | As If It's Your Last |
| 2018  | 24 juin      | Ddu-Du Ddu-Du        |
| 2018  | 1er juillet  | Ddu-Du Ddu-Du        |
| 2018  | 8 juillet    | Ddu-Du Ddu-Du        |

### M Countdown
| Année | Date        | Chanson       |
| ----- | ----------- | ------------- |
| 2016  | 8 septembre | Whistle,      |
| 2018  | 28 juin     | Ddu-Du Ddu-Du |
| 2018  | 5 juillet   | Ddu-Du Ddu-Du |
| 2018  | 12 juillet  | Ddu-Du Ddu-Du |

### Show! Music Core
| Année | Date       | Chanson       |
| ----- | ---------- | ------------- |
| 2018  | 23 juin    | Ddu-Du Ddu-Du |
| 2018  | 30 juin    | Ddu-Du Ddu-Du |
| 2018  | 7 juillet  | Ddu-Du Ddu-Du |
| 2018  | 14 juillet | Ddu-Du Ddu-Du |

### Music Bank
| Année | Date    | Chanson       |
| ----- | ------- | ------------- |
| 2018  | 29 juin | Ddu-Du Ddu-Du |